# Air Berlin

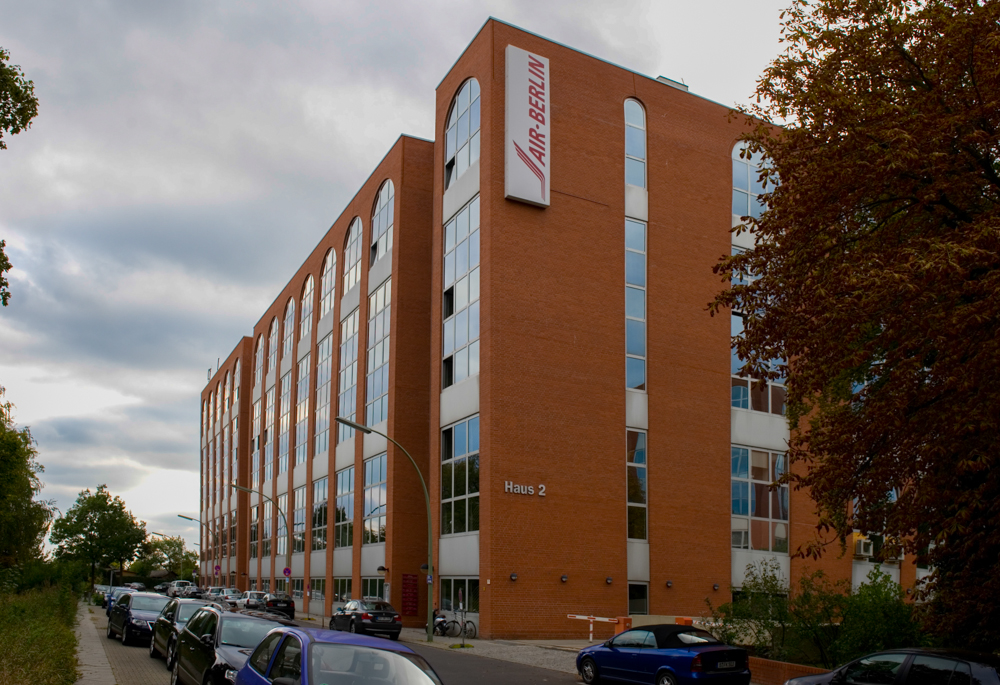
A sede da Air Berlin

A Air Berlin foi uma companhia aérea da Alemanha. Foi inicialmente fundada como companhia aérea de baixo custo nos Estados Unidos mas, na realidade pode-se considerar a Air Berlin como tendo sido uma companhia aérea híbrida, ou seja, apesar de começado como uma empresa low cost passou a apostar na diferenciação do produto e manteve os baixos preços. Para tal, apostou na qualidade, conforto e captação de confiança, ofereceu alguns serviços a bordo e fez a distinção através de diferentes classes, nomeadamente a económica e classe business.
A Air Berlin operou voos regulares para a maior parte dos aeroportos da Europa. Foi a segunda maior companhia aérea alemã e a décima maior companhia aérea europeia. A Air Berlin e as empresas associadas transportaram mais de 31,5 milhões de passageiros no ano de 2013.  Em março de 2012 a Air Berlin entrou a aliança aérea Oneworld. Em Agosto de 2017, a empresa declarou falência.
O último voo foi realizado de Munique a Berlim por um Airbus A320 em 27 de outubro de 2017. O prejuízo total foi de equivalente 2500 milhões de euros em quase 10 anos, de 2008 a 2017.
Em 28 de outubro de 2017 foi anunciado que a Easyjet absorveria 1000 funcionários e 25 aeronaves Airbus A320 para voos a partir de Berlin Tegel por € 40 milhões. 

## História

### Década de 1970

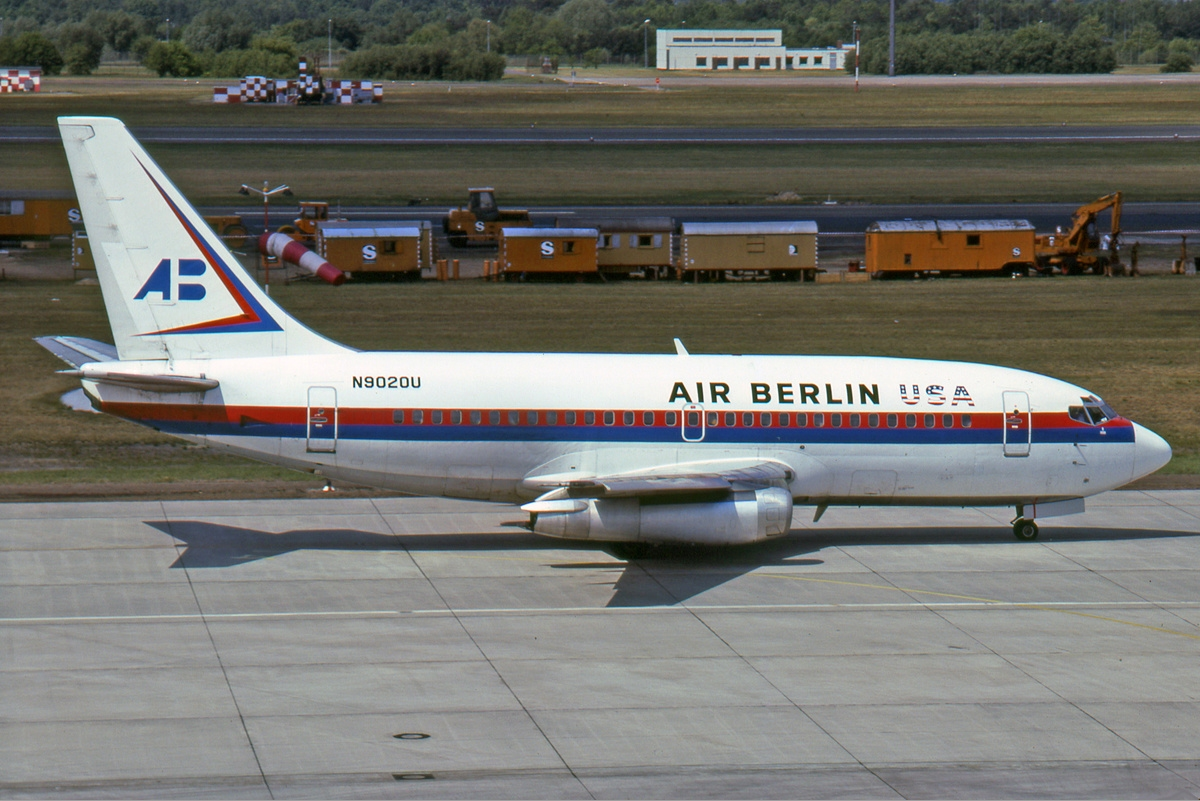
Boeing 737-200 da Air Berlin USA em 1980.

Após a Segunda Guerra Mundial somente os aviões dos países aliados podiam pousar em Berlim. Por esta razão, em 1978, a "Air Berlin Inc." foi fundada também no estado americano de Oregon pelo antigo capitão da PanAm, Kim Lundgren, de Portland. Com um Boeing 707 alugado, a Air Berlin descolou pela primeira vez no dia 28 de Abril de 1979, partindo de Berlim para Palma de Maiorca, mais tarde também para os EUA. Em pouco tempo, o "devorador de combustível" foi substituído por dois Boeing menores. A Air Berlin especializou-se em destinos na região do Mediterrâneo. Maiorca chegou a ser o destino mais importante da Air Berlin.

### Década de 1990
Após a reunificação alemã também acabou a soberania aérea dos aliados, de modo que se tornou necessária uma alteração da licença para a Autoridade de Aviação Civil alemã (LBA). Em 16 de Abril de 1991 a empresa recebeu o novo nome “Air Berlin GmbH & Co. Luftverkehrs KG“. No período a seguir o CEO Joachim Hunold mudou de forma fundamental o perfil da empresa. Da outrora pequena empresa de voos Charter devagar desenvolveu-se a segunda maior companhia aérea da Alemanha com uma rede similar a de linhas aéreas.  Desde 1997 a Air Berlin era membro da IATA. Desde então, as reservas podiam ser feitas através de todos os sistemas internacionais correntes – e as conexões no âmbito do “Interlining” entre outras companhias aéreas.

### A partir do ano de 2000
No início do ano de 2004, a Air Berlin adquiriu a participação de 24 por cento da "NIKI", a nova companhia aérea do tricampeão mundial de Fórmula 1, Niki Lauda. Ao mesmo tempo, a Air Berlin presta serviços no setor de Marketing, Vendas e Logística. O objetivo da primeira aliança europeia de companhias de baixos custos é marcar presença no mercado na Áustria e na Europa do Leste.
Em 1 de janeiro de 2006 a Air Berlin mudou o formato de sua de uma GmbH & Co. KG (sociedade limitada) numa PLC & Co. KG (sociedade de capital aberto e limitada por ações). Suas ações foram lançadas na Bolsa em 11 de Maio de 2006.
Em 2006 a Air Berlin adquiriu a companhia aérea alemã DBA. Em 2007 foi anunciada a aquisição da companhia aérea LTU pela Air Berlin. Também em 2007 a Air Berlin adquiriu uma participação em 49 porcento da companhia aérea suíça Belair Airlines AG. Em 2009 a Air Berlin PLC e a TUI Travel PLC fecharam uma aliança estratégica com foco a longo prazo para o seu negócio alemão ligado à aviação.   Ao iniciar o plano de voos de inverno 2009/2010, a Air Berlin assumiu a malha de rotas de cidades da TUYfly.

### A partir de 2010
Em julho de 2010 foi anunciado de que a Air Berlin faria parte da aliança companhias de transporte aéreo internacional Oneworld. Em preparação para a adesão, a Air Berlin acordou com a American Airlines e a Finnair a realização de voos sob o mesmo número de voo (code-sharing) a partir do plano de voos de inverno de 2010/2011. A 1 de abril de 2011 a Air Berlin integrou por completo a LTU International, assumida em agosto de 2007. Existe apenas uma organização de voo e todas as organizações técnicas do Air Berlin Group foram reunidas na nova sociedade "airberlin technik GmbH".
Em 19 de dezembro de 2011 a Air Berlin anunciou que a Etihad Airways aumentava a sua participação para € 73 milhões, de 2,99% para 29,21%, sendo o maior acionista individual da empresa. A rede de rotas comuns de Etihad Airways e Air Berlin compreendeu 239 destinos em 77 países. A partir de Berlim, Düsseldorf, Frankfurt e Munique, houve voos diários diretos com um total de 42 ligações por semana para Abu Dhabi, a base de Etihad. A partir daí, existiam ligações para a Península Arábica, Ásia, África e Austrália.

### Venda
Em 12 de outubro de 2017, 81 aeronaves e 3000 dos 8000 funcionários passam a ser da Lufthansa por contrato firmado em notariado pelo valor de € 210 milhões, sendo que a Lufthansa investe € 1500 milhões em incrementá-los como Eurowings. As companhias Niki e Walter também passam para a Lufthansa.

## Rede de Destinos e sua evolução nos últimos anos
Nos últimos anos, a companhia adotou uma estratégia de desenvolvimento bastante diferente da maioria das companhias aéreas de baixo custo, que é a concentração das suas atividades numa grande plataforma aeroportuária (hub), oferecendo voos de baixo custo através de voos de ligações. Sendo principalmente virada para um público residente na Alemanha, Áustria e Suíça, uma das plataformas escolhidas foi o aeroporto de Palma de Maiorca, em Espanha, a partir do qual a companhia aérea oferece ligações regulares para uma grande variedade de cidades alemãs e austríacas, como também para muitos destinos no sul da Europa, nomeadamente em Espanha e Portugal. Sendo assim, o passageiro residente na Alemanha pode voar para um destino no sul da Europa, fazendo escala de transferência em Palma de Maiorca, por preços bastante competitivos.  Através da aquisição da companhia LTU, a empresa oferece também voos intercontinentais para a América do Norte e Caraíbas, a partir da sua base de Dusseldorf. Assim sendo, a empresa era uma das maiores companhias aéreas europeias com serviços a baixo custo.

### Codesharing
- S7 Airlines (Oneworld)
- Air Serbia
- American Airlines
- British Airways (Oneworld) (julho 2011)
- Finnair (Oneworld)
- Iberia
- Hainan Airlines
- Royal Jordanian
- Japan Airlines

## Indicadores
|                                    | 2003   | 2004    | 2005    | 2006    | 2007    | 2008    | 2009    | 2010    |
| ---------------------------------- | ------ | ------- | ------- | ------- | ------- | ------- | ------- | ------- |
| Volume de vendas (em milhões de €) | 863,2  | 1.033,9 | 1.215,2 | 1.575,4 | 2.536,5 | 3.400,7 | 3.240,3 | 3.723,6 |
| Lucro (em milhões de €)            | 36,7   | −2,9    | −115,9  | 40,1(1) | 21,0    | -75,0   | -9,5    | -97,2   |
| Número de funcionários             | 1.956  | 2.146   | 2.764   | 4.108   | 8.360   | 8.311   | 8.278   | 8.900   |
| Passageiros (em mil)               | 10.019 | 12.055  | 17.505  | 19.702  | 27.863  | 28.559  | 27.911  | 33.593  |
| Taxa de ocupação (%)               | 76,72  | 79,52   | 75,23   | 75,27   | 77,22   | 78,36   | 77,26   | 76,79   |
| Aviões até o final do ano          | 46     | 47      | 79      | 117     | 124     | 125     | 152     | 169     |

## Presença em Portugal
A partir da sua base de Palma de Mallorca, a companhia efetuava em regime regular dois voos diários para Lisboa e um voo diário para o Porto e dois voos semanais para Faro. A partir de Faro e do Funchal (Madeira), foram oferecidos muitos voos diretos em regime charter para cidades na Alemanha.
A partir de novembro de 2008 a Air Berlin também ofereceu voos semanais entre a Ilha de São Miguel (Aeroporto João Paulo II) e a Alemanha.

## Frota

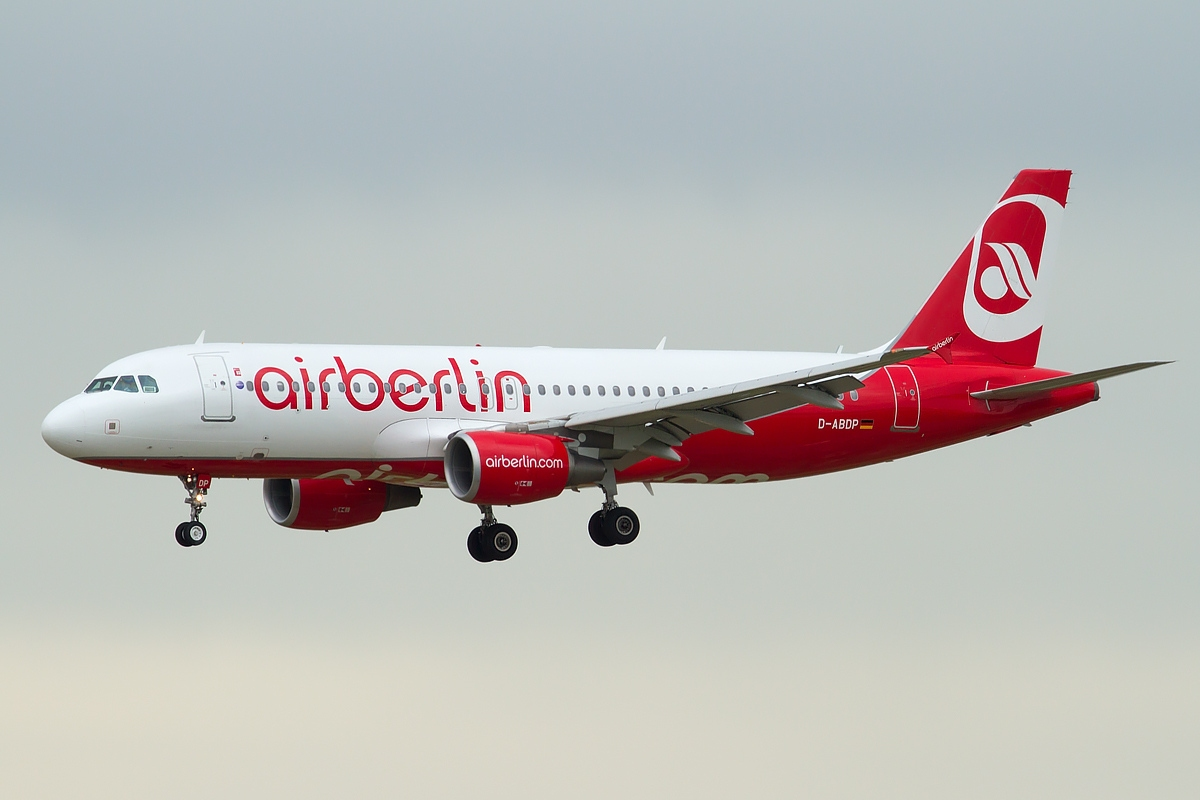
Airbus A320 da Air Berlin

28 de Outubro de 2017

### Aeronaves vendidas
- 11 Airbus A319-100, todos repassados à Eurowings
- 61 Airbus A320-200, repassados à Eurowings
- 04 Airbus A321-200
- 05 Airbus A330-200, estocados
- 01 Boeing 707 de 1978 a 1981 operado por Air Berlin USA
- ** Boeing 737-200 de 1980 a 1986 operado por Air Berlin USA
- ** Boeing 737-300 de 1986 a 1990 operado por Air Berlin USA e de 2007 a 2010 operado por Germania
- ** Boeing 737-400 de 1990 a 2007
- 05 Boeing 737-700
- 08 Boeing 737-800
- ** Fokker 100
- 20 Dash Q8-400 da LGW repassados à Eurowings

A idade média da frota era de 6,9 anos. Através de investimentos contínuos em aeronaves económicas, os aviões a jato da Air Berlin apresentavam um baixo consumo de combustível e reduzidos níveis de emissões e de ruído. Em 2010, a Air Berlin diminuiu o consumo médio em 1,1% para 3,60 litros por cada 100 passageiros-quilómetros. Logo em Maio de 2001, a Air Berlin foi a primeira companhia aérea mundial a utilizar um Boeing 737-800 com "blended winglets", que economizam combustível e protegem o meio ambiente. Quase todas as aeronaves da frota Air Berlin dispunham deste equipamento especial. Em fevereiro de 2011, a Air Berlin recebeu o seu primeiro Boeing 737-800 com o novo design de cabine "Sky Interior". Todos os Boeing Next Generation da Air Berlin fornecidos iriam dispor futuramente do interior otimizado com novos painéis laterais e compartimentos para as malas, janelas maiores e iluminação LED indireta.

## Air Berlin Technik
A Air Berlin Technik fez parte do grupo Air Berlin com cerca de 1200 colaboradores, efetua a manutenção tanto de aeronaves do Air Berlin como também de máquinas de outras companhias aéreas europeias. A Air Berlin Technik é reconhecida por diversas entidades aéreas nacionais como a USA FAA-145, Canadian CAA-145, Aruba EASA-145, Federal Aviation Authority of Russia e GCAA, Emirados Árabes Unidos.

## Programa de passageiros frequentes
O programa de fidelização de clientes da Air Berlin chamava-se topbonus e possuía mais de 2,5 milhões de participantes (à data de abril de 2011). Em todos os voos é possível acumular pontos ("milhas"), os quais podem posteriormente ser convertidos em voos gratuitos (voos de prémio) ou num "upgrade" para a classe Business. A par do topbonus Card Classic, existem ainda cartões com as categorias Silver e Gold. Além disso, era oferecido um cartão de assistência pago (Service Card), assim como cartões de crédito igualmente sujeitos a pagamento.

## Prémios
- Telegraph Travel Award 2008[8]
- World Travel Award 2008[9]
- European Business Award 2009[8]
- oekom research 2009[8]
- Business Travel Award 2010[10]
- Skytrax World Airline Award 2010[11]
- Danish Travel Award 2010[8]
- Franz-von-Mendelssohn-Medaille 2010[8]
- TravelPlus Airline Amenity Bag Awards 2011[8]
- Marken-Award 2011[8]

## Incidentes
Até outubro de 2017, a Air Berlin nunca sofreu um acidente ou incidente que resultasse em perda de vidas ou em uma aeronave, em mais de 39 anos de operações. No entanto, houve uma controvérsia recente sobre uma das políticas de segurança da companhia aérea:
- Em agosto de 2016, a autoridade de aviação alemã Luftfahrtbundesamt criticou a Air Berlin pela sua política de assentos de emergência. Como os clientes precisam pagar uma taxa para se sentar nessas filas devido ao seu espaço prolongado, a Air Berlin deixa regularmente as linhas de saída vazias se ninguém pague a taxa em vez de colocar clientes selecionados aleatoriamente aqui. O Luftfahrtbundesamt afirmou que vários regulamentos exigem que alguém esteja sentado lá, enquanto a Air Berlin disse que não há tais regras e, no caso de uma emergência, a saída poderia ser aberta pela primeira pessoa a alcançá-la.

- Em 18 de outubro de 2017 o voo AB7001 da Air Berlin, o D-ABXA, um Airbus A330-233, realizou um sobrevoo durante o pouso no aeroporto de Dusseldorf, girando à esquerda sobre o terminal, contra procedimentos padrões de impedimentos ao público em demonstrações aéreas. A informação do radar informa que a aeronave estava a aproximadamente 30 m, quando passou pelo terminal. Este foi um movimento intencional da tripulação como uma "volta de honra" para o último voo de longa distância da Air Berlin. É relatado que a tripulação obteve permissão do controle de tráfego aéreo, ou seja, da torre em consentimento, antes de realizar a manobra. A autoridade de aviação alemã Luftfahrtbundesamt lançou uma investigação e começou a revisar as filmagens e as gravações de controle de tráfego aéreo do incidente. Ambos os pilotos foram suspensos pela companhia falida na pendência do resultado da investigação. Os passageiros a bordo gostaram e aplaudiram o adeus.